# Tödliche Beute
Tödliche Beute (Originaltitel: Deadly Prey) ist ein US-amerikanischer Actionfilm von David A. Prior aus dem Jahr 1987. Er war auch für das Drehbuch zuständig.

## Handlung
Eine von dubiosen Hintermännern finanzierte Söldnertruppe muss durch das harte und unmenschliche Training von Colonel John Hogan. Um die Ausbildung realitätsnah und abhärtend zu gestalten, lässt er Zivilisten entführen, die dann als lebende Zielscheibe dienen. Um es der Söldnertruppe schwerer zu machen, beschließt Hogan, dass man nach besser geeigneten Kandidaten sucht. Zusätzlich drängt Geldgeber Michaelson auf schnelle Erfolge der Truppe und gibt dem Colonel nur noch einen Monat Zeit, eine ordentliche Truppe auf die Beine zu stellen, ansonsten würde er aufhören, das Projekt zu finanzieren.
Der ehemalige US-Soldat Mike Danton lebt mit seiner Freundin Jaimy zurückgezogen in einer Kleinstadt. Als er eines Morgens den Müll rausbringt, wird er von einigen der Söldnern als potentielles Opfer ausgemacht und entführt. Jaimy kann sich lediglich das Kennzeichen und das Aussehen des Fahrzeugs merken. Sie ruft sofort ihren Vater an, einen ehemaligen Polizisten, und sagt bei einem gemeinsamen Treffen alles, was sie über die Entführung weiß. Ihr Vater beschließt, das Problem im Alleingang zu lösen.
In der Basis der Söldner angekommen, wird Danton nur in Hose gekleidet in die Wildnis getrieben, verfolgt von den Söldnern. Danton offenbart recht schnell, dass er den anderen Söldnern überlegen ist. Er wurde einst ebenfalls von John Hogan ausgebildet, daher kennt er auch jede Strategie, welche die Söldner auf der Jagd nach ihm anwenden, und kann diese kontern. Der Reihe nach bringt er die Söldner um. Aufgrund der hohen Verluste ziehen sich die restlichen Söldner zurück und erstatten dem Colonel Bericht. Dieser vereidigt gerade neue Rekruten, unter anderen den ehemaligen und schussfreudigen Soldaten Jack Cooper. Als er erfährt, um wen es sich bei Danton handelt, schickt er Leutnant Thornton mit einigen Männern los, ihn lebend gefangen zu nehmen, um ihn für seine Dienste zu gewinnen.
Auch diese Söldner schaltet Danton der Reihe nach aus, bis auf Cooper, dem er einst im Vietnamkrieg das Leben rettete. Später trifft Danton auf Thornton, mit dem er sich auf einen waffenlosen Zweikampf einlässt, den er allerdings verliert und gefangen zu Hogan kommt. In einem Gespräch mit ihm und seiner rechten Hand Sybil offenbart Hogan seine Ziele und seine Intention, ihn für seine Dienste zu gewinnen. Danton bleibt sich selbst treu und lehnt ab. So wird er in ein Gefangenenzelt geschafft. Um sich für die damalige Aktion in Vietnam zu revanchieren, beschließt Cooper, ihn zu befreien. Währenddessen taucht Michaelson erneut auf und teilt dem Colonel mit, dass ihm die aktuelle Situation nicht gefällt und er will, dass Danton eliminiert wird. Der Vater von Jaimy ist der Organisation mittlerweile auf die Schliche gekommen, stellt Michaelson zur Rede und erschießt ihn.
Um ein Druckmittel zu haben, wird Jaimy entführt und anschließend von Hogan vergewaltigt. Nach seiner erfolgreichen Flucht schafft es Danton zurück nach Hause. Dort findet er Sybil vor, die ihm von der Entführung berichtet. Nachdem er sie erschossen hat, begibt er sich erneut in die Basis. Dort schließt sich Cooper ihm nun endgültig an. In der Zwischenzeit wurde Jaimys Vater gefasst und exekutiert. Danton befreit seine Freundin und versteckt sie im naheliegenden Wald, da er aufgrund des Todes seines angehenden Schwiegervaters beschlossen hat, alle Söldner umzubringen. Thornton kann Jaimy allerdings ausfindig machen und übergibt sie Hogan, der ebenfalls im Wald auf der Suche ist. Cooper erscheint und schießt Hogan nieder, wird aber kurz danach von Thornton lebensgefährlich angeschossen. Dieser flüchtet mit Jaimy als Geisel vom Schlachtfeld.
Danton taucht auf und erfährt vom im Sterben liegenden Cooper, was vorgefallen ist. Danton schafft es nicht, Jaimy zu befreien. Sie wird von Thornton erschossen. Nachdem Danton sie gerächt hat, skalpiert er Thornton. Er trifft auf Hogan, präsentiert ihm den Skalp seines fähigsten Mannes und befiehlt ihm, sich bis auf die Hose zu entkleiden. Danach macht er Jagd auf Hogan.

## Hintergrund
Gedreht wurde in Riverside und in San Fernando Valley in Kalifornien. Der Film feierte im November 1987 seine Videopremiere in den USA. Prior schrieb das Drehbuch in zwei Tagen.

## Kritik
„Brutaler Actionfilm, dessen Handlung eine krude Abwandlung des gängigen Söldnerfilms ist.“

„Action zwischen armselig und Arm ab.“

Die Handlung des Films wird als Mischung aus den Filmen Graf Zaroff – Genie des Bösen und Rambo beschrieben. Brutalität folgt der gesamten Handlung wie ein roter Faden und die Widersacher Dantons werden auf teilweise merkwürdigste Weise getötet.

## Trivia
- Der Film wurde am 22. Mai 2020 auf Tele 5 als Teil des Sendeformats Die schlechtesten Filme aller Zeiten ausgestrahlt.
- 2013 erschien, 27 Jahre nach dem ersten Teil, mit Tödliche Beute 2 der offizielle Nachfolger. David A. Prior führte erneut Regie, schrieb das Drehbuch und war in einer Nebenrolle zu sehen. Ted Prior, Campbell und Matthews spielten erneut mit, Cat Tomeny und Tara Kleinpeter spielten die weiblichen Besetzungen.